# Glotónimo
El glotónimo o glosónimo (del griego clásico ɣλῶσσα/ɣλῶττα [glōssa/glōtta] ‘lengua’ y -ώνυμος [-ōnymos] ‘nombre’) es el nombre con que se conoce a una lengua.Un autoglotónimo es la denominación que los hablantes dan a su propia lengua; por el contrario, un heteroglotónimo o exónimo es una denominación extranjera de la lengua de un determinado grupo humano. Ninguna de las dos palabras aparece en el Diccionario de la lengua española.
En ocasiones un mismo idioma puede tener distintas denominaciones por razones históricas, culturales, situación social, distribución territorial, tratamiento legal, promoción institucional, o diferenciación de otras comunidades,cuestiones que no impiden considerar la esencial unidad y correspondencia a una misma realidad lingüística. Esto hace que en muchas ocasiones se consideren como lenguas diferentes, por razones de oficialidad, aun siendo la misma lengua. 
Como ejemplos se pueden considerar los nombres «castellano» y «español»; «valenciano» y «catalán»; «asturiano» y «leonés»; «serbio», «croata», «bosnio» y «montenegrino»; «neerlandés» y «flamenco»; «rumano» y «moldavo»; «francés» y «valón»; «italiano» y «corso»; «alemán» y «alsaciano» o «ruteno» y «ucraniano».